# Baxter Village
Baxter Village es un lugar designado por el censo ubicado en el condado de York en el estado estadounidense de Carolina del Sur. En el Censo de 2020 tenía una población de 4217 vhabitantes y una densidad poblacional de 1130,56 habitantes por km². Fue incluido como CDP en el censo de 2020.

## Geografía
Baxter Village se encuentra ubicado en las coordenadas 35°1′41″N 80°58′37″O / 35.02806, -80.97694. Según la Oficina del Censo de los Estados Unidos,  tiene una superficie total de 3,73 km², de la cual 3,68 km² corresponden a tierra firme y 0,05 km² a agua.